# Roberto Alcázar y Pedrín
Roberto Alcázar y Pedrín són personatges de ficció de còmic, i una sèrie de còmic publicada per l'Editorial Valenciana aproximadament entre el 1940 i el 1976, amb guió de Juan Puerto, entre d'altres i dibuixos de Eduardo Vañó Pastor. Els protagonistes de la sèrie són Roberto Alcázar, que en els seus inicis era un aventurer, es titulava Roberto Alcázar, el intrépido aventurero español, però ben aviat va passar a ser un detectiu, acompanyat de l'altre protagonista un noi de catorze anys, anomenat Pedrín.

## Biografia de ficció
Roberto Alcázar és l'heroi de la sèrie. Del seu passat no se'n sap res. És una persona extremadament seriosa, convencional i molt formal, les emocions son totalment alienes a la seva persona, la seva relació amb el sexe femení és estrictament per raons professionals i amb unes maneres exquisides, tan sols en l'episodi titulat Viaje a Deimos (núm. 478) hi apareix recitant el Tenorio a una xicota amb un posat d'enamorat, però la xicota és una nana extraterrestre amb un cap enorme. Tot plegat era un somni de Pedrin que a l'última vinyeta es desperta amb un orinal al cap fent la funció d'escafandre espacial.

## Trajectòria editorial
Roberto Alcázar y Pedrín és una de les sèries més longeves del còmic espanyol. Tradicionalment es considerava que el primer número de la sèrie s'havia posat a la venda el 1940, pero l'any 2010 Vicent Sanchis va certificar al seu llibre Tebeos mutilados que es seu editor Juan Puerto no va obtenir permís formal per publicar-lo fins a finals de gener de 1941. No obstant, els quaderns apareixien al principi de forma irregular sense data de portada ni referència similar. Francisco Tadeo Juan situa la data de començament just en acabar la guerra, Jesús Cuadrado i Juan Antonio Ramírez mantenen el 1940 i Vicent Sanchis, Pedro Porcel o Antono Martín la situen al 1941. Se'n varen publicar un total de 1219 quaderns amb un format de 17 x 24 cm, i una trentena d'almanacs amb format vertical entre el 1943 i el 1975. També es va publicar una sèrie Extraordinària amb episodis inèdits entre el 1965 i el 1969. Una revista que portava el nom de la sèrie es va publicar a la dècada dels seixanta, així com diverses aventures a la revista Jaimito i en diferents suplements de premsa. Cap a l'any 1958 se'n varen arribar a editar uns cent mil exemplars cada setmana. Aquesta sèrie va ser una de les primeres amb capçalera pròpia en obtenir un gran èxit entre els lectors de còmic de l'època. Quan es va deixar de publicar en el format clàssic es varen iniciar un seguit de reedicions que varen perdurar uns deu anys més.
Continguts
En la sèrie Roberto Alcázar y Pedrín, els protagonistes són un reflex de la societat de l'època, les modes, les actituds amb la moral, les dones, la gent jove o la ciència, entre d'altres. Un exemple és la manera com tracten als malfactors, s'erigeixen en jutge i jurat, per aplicar la justícia que ells consideren oportuna. Encara que siguin detectius les seves aventures es desenvolupen, en tots els generes que més acceptació tenien entre els lectors, saltant del policíac, a la Ciència-ficció, de l'oest o de d'aventures.
Guió
En els primers episodis, els guions eren de l'editor Juan Puerto, posterior-ment els va escriure Josè Jordán Jover, un militar republicà que escrivia i enviava els guions des del centre penitenciari on complia condemna com a represàlia pel seu passat republicà. També varen escriure les aventures del personatge, Federico Amorós, Pedro Quesada o bé Vicente Tortajada. Segons el director artístic de l'editorial, hi ha alguns moments que es presenten tres guions simultàniament dels quals se n'escull un per ser publicat.

## Curiositats
El 1969 a la portada d'un single d'Ovidi Montllor hi apareixia un dels malfactors que hi havia a la portada del còmic número tretze de la primera sèrie de Roberto Alcázar y Pedrín publicat probablement el 1942. La il·lustració d'aquesta portada va ser obra de Manolo Valdés i Rafael Solbes, membres de l'Equip Crònica.

## Dades de publicació
Publicacions on s'ha publicat el Personatge
| Publicació / Títol                                                           | Any de Publicació | Editorial                 | Format           | Enquadernació | Mides      | Números                                  | Pàgines | Notes                 |
| ---------------------------------------------------------------------------- | ----------------- | ------------------------- | ---------------- | ------------- | ---------- | ---------------------------------------- | ------- | --------------------- |
| Roberto Alcázar y Pedrin / Roberto Alcázar / El Intrépido Aventurero Español | 1941-1976         | Editorial Valenciana,S.A. | Quadern Apaisat  | Grapa         | 17 x 24 cm | 1.219 + 34 extraordinaris + 800 Variants | 12      | PVP 2,50 pts          |
| Roberto Alcázar y Pedrin "EXTRA"                                             | 1965-1969         | Editorial Valenciana,S.A. | Quadern vertical | Grapa         | 26x18 cm   | 86 ordinaris + 14 variants               | 20      | PVP 3,50 pts          |
| Roberto Alcázar y Pedrin Segona Epoca                                        | 1976-1981         | Editorial Valenciana,S.A. | llibre           | Rustica       | 30 x 22 cm | 283                                      | 16/20   | PVP 15 pts / Reedició |
| Roberto Alcázar y Pedrin                                                     | 1990 ?            | Carbonell Bartra,S.L.     | llibre           | Cartone       | 29 x 22 cm | 6                                        | 200     | Reedició              |
| Roberto Alcázar y Pedrin · Segunda serie                                     | 1997              | Carbonell Bartra,S.L.     | llibre           | Cartone       | 29 x 22 cm | 6                                        | 200     | Reedició              |

Nota: Aquesta taula pot no estar completa o bé actualitzada